# Jardines de la Agricultura (Córdoba)

1 Escultura Agricultor, la agricultura y el progreso
2 Monumento a Julio Romero de Torres
3 Busto de Mateo Inurria
4 Busto de Martínez-Rücker
5 Monumento a Rubén Darío
6 Monumento a Aniceto García Roldán
7 Estanque de los patos
8 Palomar
9 Parque de juegos infantil
10 Instalaciones de parques y jardines

Los jardines de la Agricultura, conocidos popularmente como «Los Patos» debido a la denominación del estanque central, son unos jardines públicos localizados en Córdoba (España). Fueron inaugurados el 1 de marzo de 1811 por el alcalde Domingo Badía Leblich y se encuentran entre las avenidas de América, Cervantes y de los Mozárabes.

## Historia
Fueron inaugurados el 1 de marzo de 1811 por el alcalde Domingo Badía Leblich, debiendo su nombre a las huertas existentes; aunque no fueron adquiridos por el Ayuntamiento de Córdoba hasta 1863, siendo reformados un año después por el arquitecto Rafael de Luque Lubián para crear un gran jardín e incluir un espacio radial que confluía en plazas, decorando estas con bancos de forja, azulejería y palomares. En 1868 se construyen dos estanques obra de José María de Montis.
En 1918 se instaló la primera estatua civil de la ciudad en los jardines, realizada por Mateo Inurria y dedicada al ministro cordobés Antonio Barroso Castillo, quien había fallecido dos años antes. El 17 de marzo de 1919, en una serie de manifestaciones obreras por Andalucía, una muchedumbre redujo el monumento. El Ayuntamiento lo retiró al completo al poco tiempo.
El 21 de febrero de 1922 se inaugura en una pequeña caseta de los jardines la Biblioteca Séneca. No obstante, no llegará a funcionar hasta la alcaldía de José Cruz Conde en 1924. Albergó la cantidad de 2.000 volúmenes y alcanzó unos veinte mil lectores anuales, llegando a una gran popularidad en la época. La biblioteca y la caseta desaparecieron en la década de 1960, quedando únicamente unos bancos decorados con azulejos con frases de Séneca.
Asimismo, la Feria de Córdoba fue celebrada en el paseo de la Victoria, junto a los jardines, hasta 1994, cuando fue trasladada a El Arenal debido al destrozo que suponía dicha celebración en un espacio verde. Entre 2004 y 2005 se realizó una reforma en la que se instalaron nuevas instalaciones de juegos infantiles, así como farolas y nuevo pavimento.
En diciembre de 2014 comenzaron unas obras para instalar la Biblioteca Provincial de Córdoba en un nuevo edificio en los jardines. Tras una paralización de dos años y medio, las obras continuaron en 2019 y su inauguración se produjo el 7 de febrero de 2024.

## Esculturas
Los jardines presentan una estatuaria diversa. La primera escultura fue el Busto a Martínez Rücker, realizada por Enrique Moreno en 1925. Más tarde, en 1928, se inauguró el Busto de Mateo Inurria, realizado por su discípulo Adolfo Aznar Fusac. Asimismo, en el acceso sur encontramos el Monumento a Julio Romero de Torres, inaugurado el 22 de mayo de 1940 y realizado por Juan Cristóbal González.
Del mismo modo, en el centro del estanque de Los Patos se sitúa el grupo escultórico en bronce titulado "Agricultor, la Agricultura y el Progreso" realizado por José Carrilero Gil en 1964, mientras que el Monumento a Rubén Darío fue erigido en 1967. Los últimos monumentos realizados son los homenajes a Aniceto García Roldán, jardinero municipal asesinado en 1986 y a Victoria Domínguez, quiosquera asesinada en 2007, cuyo monumento se realizó un año después por Miguel Ángel González.

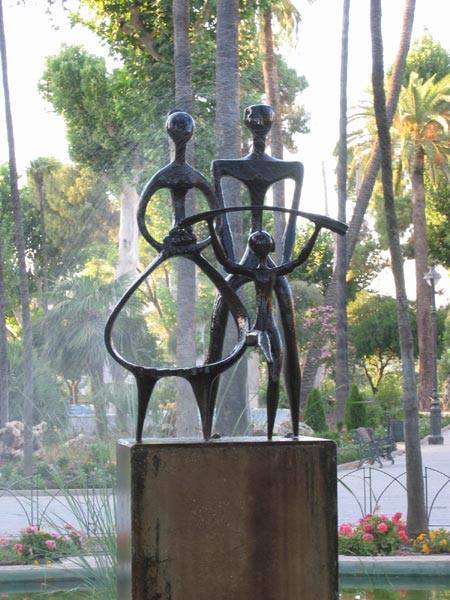
Agricultor, agricultura y progreso
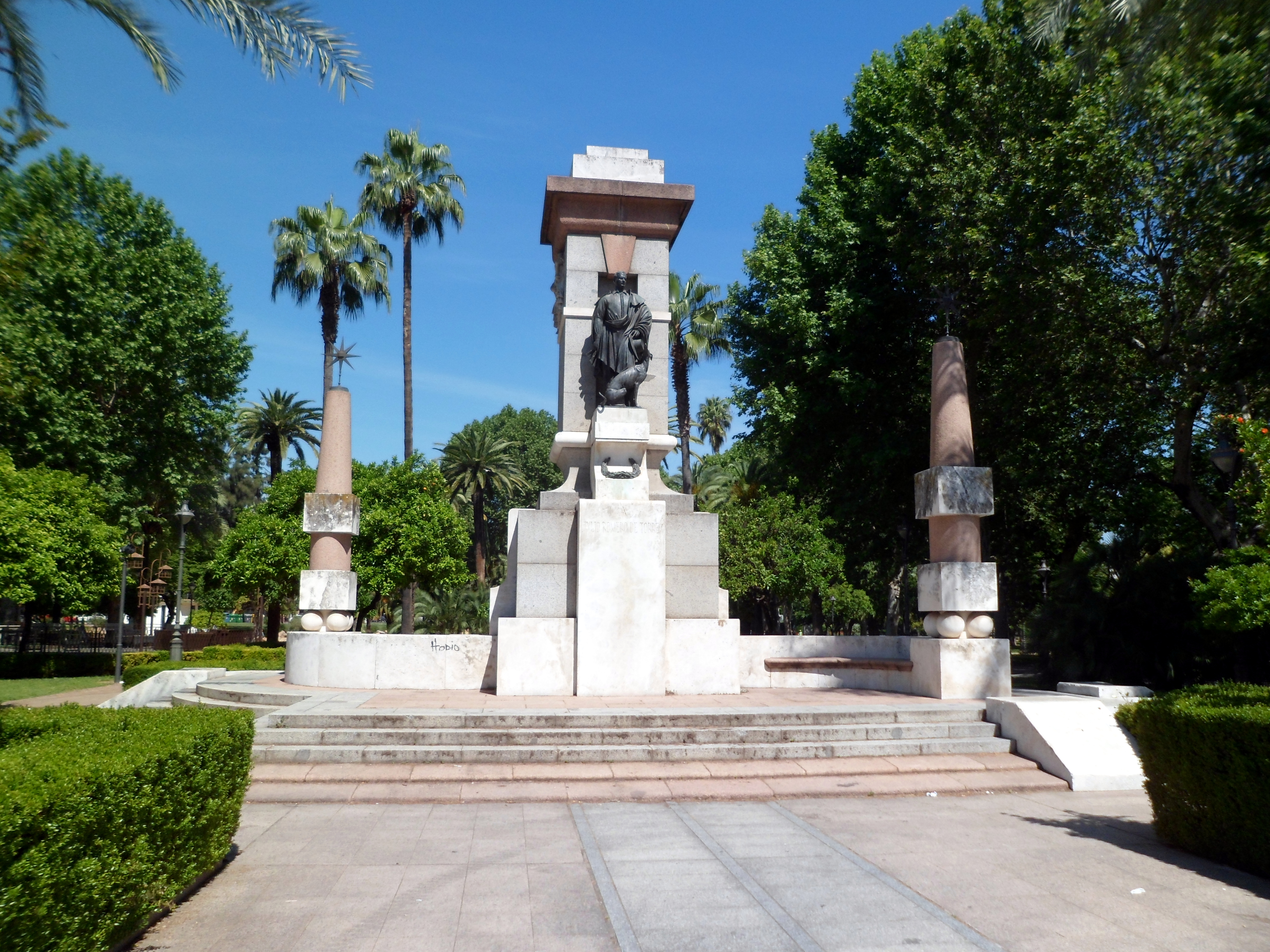
Monumento a Julio Romero de Torres
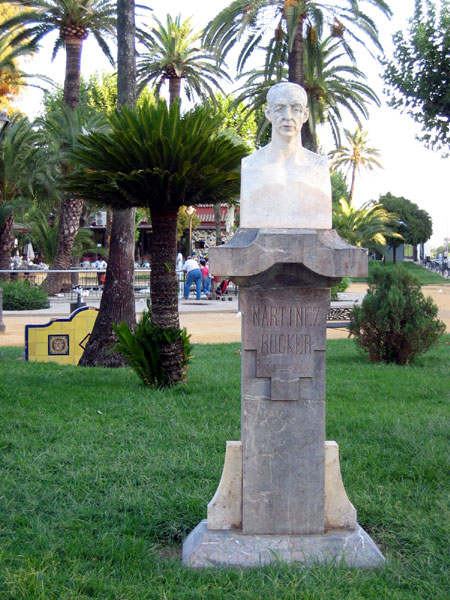
Busto de Martínez Rücker
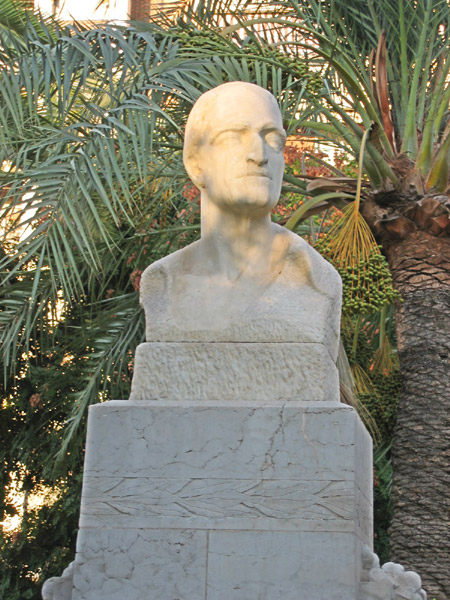
Busto de Mateo Inurria
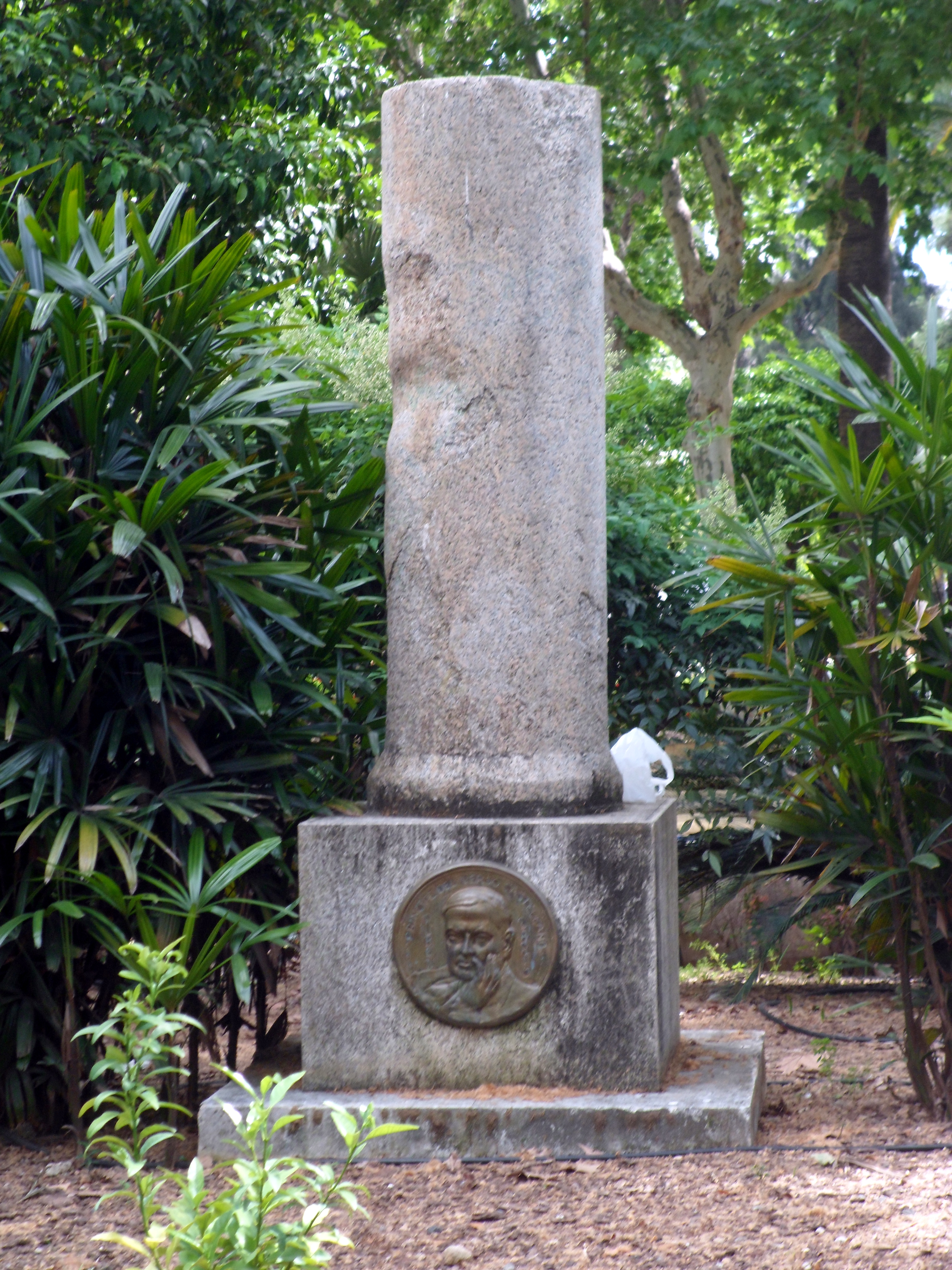
Monumento a Rubén Darío
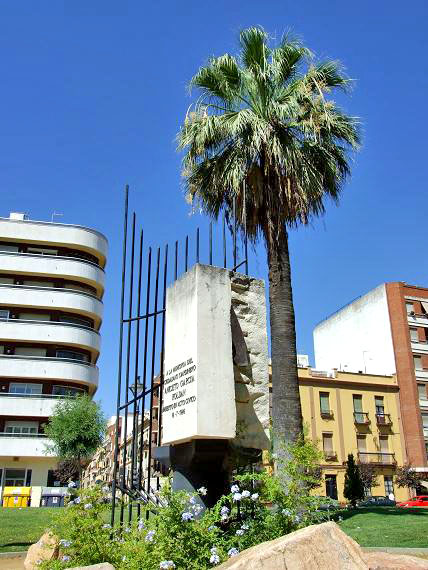
Monumento a Aniceto García Roldán
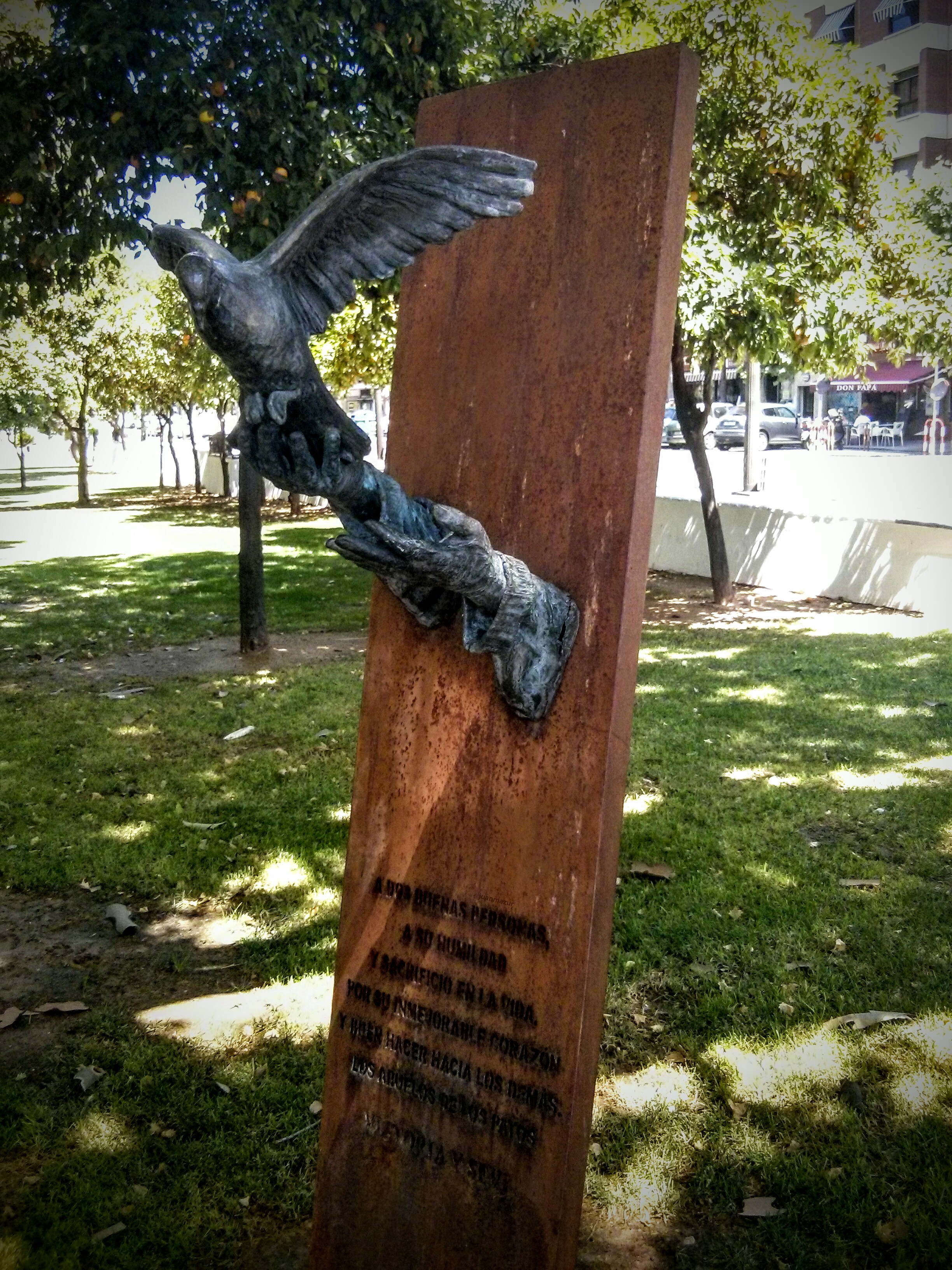
Monumento a Victoria Domínguez

## Flora
Con una gran variedad de especies vegetales se convierte en un gran pulmón para la ciudad. Se encuentran en los mismos plátanos, ailantos, olmos, acacias, robinias, moreras, naranjos, álamos blancos, fotinias, prunos, pino, aligustres y otras menos frecuentes, como jacaranda, árboles de Júpiter, palmitos e incluso un ya viejo ejemplar de ginkgo.